# فرانسوا لونسيني فال
فرانسوا لونسيني فال (مواليد 21 أبريل 1949) دبلوماسي وسياسي غيني. شغل لفترة وجيزة منصب رئيس وزراء غينيا من 23 فبراير 2004 إلى 15 يوليو 2004، في ظل الرئيس لانسانا كونتي. في وقت لاحق، في ظل الرئيس المنتخب ديمقراطياً ألفا كوندي، شغل منصب الأمين العام للرئاسة من ديسمبر 2010 إلى أكتوبر 2012 ووزير الدولة للشؤون الخارجية من أكتوبر 2012 إلى يناير 2016.

## النشأة والوظيفة
حصل فال على درجة الماجستير في القانون من جامعة كوناكري عام 1976 وكان أستاذًا مساعدًا في كلية الحقوق بالجامعة نفسها من عام 1977 إلى عام 1979.